# 日本ベジタリアン・アワード
日本ベジタリアン・アワード（にほんベジタリアン・アワード）とは、菜食主義（べジタリアニズム）を啓発・促進した個人や団体を表彰する賞。
2016年にNPO法人日本ベジタリアン協会の主催により初めて開催され、以降は日本ベジタリアンアワード委員会によって主催されている。

## 概要
公式サイトによれば、「大賞は我が国のベジタリアニズムの啓発に大きな貢献をした人物に授与され、また、各賞は様々な分野でベジタリアン・ライフを楽しめるコンテンツなどを発信している人物や企業、団体に授与される」 。第1回（2016年）の授賞式について、愛知県で開催された菜食振興の初表彰として、毎日新聞や大豆食品業界の総合専門誌「月間フードジャーナル」（2016年3月号）など各種メディアにて掲載された。

## 受賞者
- 第1回（2016年）受賞者[2][3][4]
  - 大賞：鶴田静（つるた しずか）
  - ヴィーガン賞：大谷ゆみこ（おおたに ゆみこ）
  - 料理家賞：中島デコ（なかじま でこ）
  - 医学賞：土田満（つちだ みつる）
  - ミートフリーマンデー賞：小野篤人（おの あつと）
  - アニマルライツ賞：岡田千尋（おかだ ちひろ）
  - ジャーナリスト賞：淡路和子（あわじ かずこ）
  - 市民活動賞：望月祐佳（もちづき ゆか）
  - 企業賞
    - 不二製油株式会社（ふじせいゆかぶしきかいしゃ）
    - CHOICE（ちょいす）
    - 株式会社かるなぁ（かぶしきかいしゃかるなぁ）
    - 中一素食店（なかいちそしょくてん）
- 第2回（2017年）受賞者[5][6]
  - 大賞：大谷ゆみこ（おおたに ゆみこ）
  - ミートフリーマンデー賞：落合恵子（おちあい けいこ)
  - 哲学賞：宮城智央（みやぎ ともひさ）
  - パティシエ賞：山崎友紀（やまさき ゆき）
  - アーティスト賞：城所ケイジ（きどころ けいじ）
  - アニマルライツ賞：CFT あしたへの選択（しーえふてぃ あしたへのせんたく）
  - YOGA賞：Yoshi（よし）
  - 企業賞
    - 三育フーズ株式会社（さんいくふーずかぶしきかいしゃ）
    - 王様製菓株式会社（おおさませいかかぶしきかいしゃ）
    - わらべ村 桜井祐子（わらべむら さくらい ゆうこ）
    - T'sレストラン 下川祠左都（てぃーずれすとらん しもかわ まさこ）
    - アインソフ 白井由紀（あいんそふ しらい ゆき）

## 運営組織
以下、出典は公式サイトより。
- 主催：日本ベジタリアン・アワード委員会
- 共催
  - NPO法人日本ベジタリアン協会
  - 日本ベジタリアン学会
  - 東京・名古屋・京都ビーガングルメ祭り運営事務局
- 協賛
  - フードジャーナル社
  - キラジェンヌ株式会社
- 企画運営：東京・名古屋・京都ビーガングルメ祭り運営事務局
- 制定：日本ベジタリアン・アワード委員会
- 委員長：垣本充（NPO法人日本ベジタリアン協会代表）
- 委員
  - 高井明徳（日本ベジタリアン学会会長）
  - 西尾俊治（フードジャーナル社株式会社代表取締役）
  - 余語啓一（NPO法人日本ベジタリアン協会理事）
  - 岡芙三子（NPO法人日本ベジタリアン協会評議員）
  - 吉田 光佳（東京・名古屋・京都ビーガングルメ祭り運営事務局代表）